# Romain Malet
Pour les articles homonymes, voir Malet.
Romain Malet est un ancien joueur de basket-ball français né le 7 juillet 1984 à Calais, jouant au poste de meneur de jeu et mesurant 1,92 m.

## Biographie
Formé à Cholet, club avec lequel il a joué en coupe d'Europe, Romain Malet néanmoins passé plus de temps à Lille. Pour sa première saison en NM1, il termine 4e meilleur passeur.

## Statistiques en carrière
| Saison    | Club                 | Club     | Min./match | Points | % aux tirs | Rebonds | Passes | Blocks | Steals |
| Saison    | Club                 | Division | Min./match | Points | % aux tirs | Rebonds | Passes | Blocks | Steals |
| --------- | -------------------- | -------- | ---------- | ------ | ---------- | ------- | ------ | ------ | ------ |
| 2003-2004 | Cholet               | Pro A    | 11,7       | 2,8    | 39 %       | 1,3     | 1,4    | 0,0    | 0,6    |
| 2004-2005 | Cholet               | Pro A    | 12,0       | 2,4    | 33 %       | 1,3     | 1,7    | 0,0    | 0,6    |
| 2005-2006 | Mulhouse             | Pro B    | 23,5       | 6,7    | 41 %       | 2,3     | 3,0    | 0,0    | 1,0    |
| 2006-2007 | Châlons-en-Champagne | Pro B    | 14,2       | 2,8    | 36 %       | 1,9     | 2,0    | 0,0    | 1,0    |
| 2007-2008 | Lille                | N1       | 31,6       | 9      | 36 %       | 4,1     | 5,3    | 0,1    | 1,6    |
| 2008-2009 | Lille                | N1       | 32,1       | 8,3    | 35 %       | 3,9     | 5,3    | 0,1    | 1,5    |
| 2009-2010 | Lille                | Pro B    | 21         | 4,0    | 32 %       | 2,1     | 3,4    | 0,2    | 0,8    |
| 2010-2011 | Lille                | Pro B    | 18         | 4,3    | 40 %       | 2,0     | 3,3    | 0,2    | 1,0    |
| 2011-2012 | Orchies              | N1       | 19,7       | 4,9    | 44,7 %     | 2,1     | 3,4    | 0      | 0,5    |
| 2012-2013 | Orchies              | N1       | 20,1       | 3,9    | 49,2 %     | 1,7     | 3,3    | 0,1    | 0,6    |
| 2013-2014 | La Rochelle          | N1       |            |        |            |         |        |        |        |